# Пишинас
Пишинас (итал. Piscinas) — коммуна в Италии, располагается в регионе Сардиния, в провинции Южная Сардиния.
Население составляет  852  человек (30-06-2019), плотность населения составляет 50,44 чел./км². Занимает площадь 16,89 км². Почтовый индекс — 9010. Телефонный код — 0781.
Покровительницей коммуны почитается Пресвятая Богородица (Дева Мария Снежная), празднование 5 августа.

## Демография
Динамика населения:

## Администрация коммуны
- Официальный сайт: